# زندگی برای اجاره (ترانه)
«زندگی برای اجاره» (به انگلیسی: Life for Rent)، دومین تک‌آهنگ عرضه‌شده از آلبوم دوم دایدو، زندگی برای اجاره (۲۰۰۳) است.

## قالب‌ها و فهرست ترانه‌ها
UK Maxi-Single
1. «Life For Rent (Album Version)»
2. «Life For Rent (Skinny 4 Rent Mix)»
3. «Stoned (Spiritchaser Mix)»‎
4. «Life For Rent (Video)»

## موقعیت در جدول‌های فروش
| چارت (۲۰۰۳–۲۰۰۴)               | بالاترین جایگاه |
| ------------------------------ | --------------- |
| استرالیا (ای‌آرآی‌ای)            | ۲۸              |
| اتریش (او۳ تاپ ۴۰ اتریش)       | ۳۱              |
| بلژیک (اولتراتاپ ۵۰ فلاندرز)   | ۳۴              |
| بلژیک (اولتراتاپ ۵۰ والونی)    | ۲۷              |
| کرواسی (اچ‌آرتی)                | ۶               |
| فرانسه (اس‌ان‌ئی‌پی)              | ۲۴              |
| آلمان (جدول‌های رسمی آلمان)     | ۳۳              |
| مجارستان (رادیوس تاپ ۴۰)       | ۱۰              |
| ایرلند (ایرما)                 | ۸               |
| ایتالیا (فیمی)                 | ۸               |
| هلند (۴۰ آهنگ برتر)            | ۱۱              |
| هلند (۱۰۰ تک‌آهنگ برتر)         | ۲۴              |
| نیوزیلند (ریکوردد میوزیک ان‌زد) | ۱۷              |
| Romania (تاپ ۱۰۰ رومانی)       | ۵۷              |
| اسکاتلند (اوسی‌سی)              | ۷               |
| سوئد (فهرست برترین‌های سوئد)    | ۲۰              |
| سوئیس (شوایزر هیت‌پاراد)        | ۱۹              |
| تک‌آهنگ‌های بریتانیا (اوسی‌سی)    | ۸               |

| چارت (۲۰۰۳)           | جایگاه |
| --------------------- | ------ |
| جدول تک‌آهنگ‌های ایرلند | ۸۸     |
| آفیشال چارتس بریتانیا | ۱۸۴    |

| چارت (۲۰۰۴)     | جایگاه |
| --------------- | ------ |
| تاپ ۴۰ مجارستان | ۴۴     |
| تاپ ۴۰ هلند     | ۶۱     |